# Globus Airlines
Globus Airlines est une subdivision de la compagnie aérienne russe S7 Airlines basée à Novossibirsk en Russie.

## Flotte

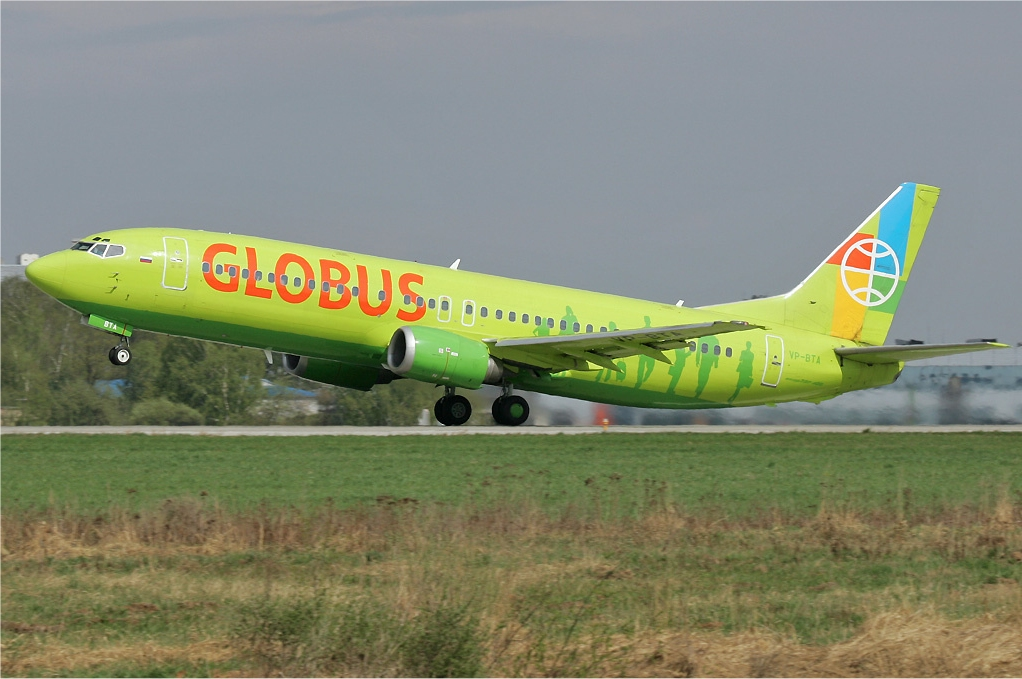
Boeing de la compagnie Globus

La flotte de Globus Airlines se compose des appareils suivants au mois de mai 2015 :
- 1 Boeing 737-400 opéré par S7 Airlines
- 13 Boeing 737-800 opérés par S7 Airlines